# Синерубашечники
Ассоциация армейских товарищей (ирл. Cumann Chomrádaithe an Airm, англ. The Army Comrades Association), впоследствии названная Национальной гвардией (ирл. An Garda Náisiúnta, англ. National Guard) и более известная как Синерубашечники (ирл. Na Léinte Gorma, англ. The Blueshirts) — ультраправая ирландская политическая организация, действовавшая в 1932—1933 годах.
Вопрос о принадлежности Синерубашечников к фашистам является спорным, однако большинство современных исследователей считают их консерваторами, копировавшими только внешние атрибуты фашизма. Они носили синие рубашки по аналогии с коричневорубашечниками Гитлера и чернорубашечниками Муссолини, приветствовали друг друга римским салютом и участвовали в уличных драках против ИРА.

## История

### Предпосылки создания
После прихода к власти партии Фианна Файл, выступавшей против Англо-ирландского договора в отличие от прежнего правительства Куман на Гейл , был снят запрет на деятельность Ирландской Республиканской Армии, а многие её осуждённые члены были реабилитированы. После выхода на свободу реабилитированные члены ИРА стали проводить кампанию враждебности по отношению к сторонникам договора. В частности, проводились насильственные акции против партии Куман на Гейл, находившейся с ИРА по разные стороны конфликта в гражданской войне в Ирландии в 1922—1923 годах. Собрания партии нередко срывались и сопровождались выкриками: «Нет свободы слова для предателей», а её члены становились объектами нападений и покушений. Так, в июле 1927 года боевиками ИРА был убит один из ведущих политиков партии — Кевин О’Хиггинс, брат будущего лидера организации Томаса О’Хиггинса.
В ответ на эти события 9 февраля 1932 года года ветераном ирландской войны за независимость Недом Кронином была создана Ассоциация армейских товарищей (ACA), членами которой были, в первую очередь, бывшие бойцы Национальной армии. Среди провозглашённых целей организации были: защита свободы слова путём обеспечения безопасности собраний партии Куман на Гейл от нападок ИРА, смягчение последствий торговой войны с Великобританией, а также реорганизация экономики на корпоративной основе.
Будущий лидер организации Оуэн О’Даффи, бывший на момент её создания комиссаром Гарды, описывал ACA как «грозную повстанческую силу». В числе членов ACA были инициатор подачи заявки на вступление Ирландии в Лигу Наций Десмонд Фицджеральд, бывший министр финансов при правительстве Косгрейва Эрнест Блайт, а также будущий генеральный прокурор Патрик Макгиллиган.

### Ранняя деятельность. Руководство О’Хиггинса
Первым президентом Синерубашечников стал ветеран войны за независимость полковник Остин Бреннан. На встрече бывших офицеров, организованной им, и было принято решение о создании ACA в конце 1932 года. Первые полгода существования организации ACA вела себя неприметно и практически не вызывала внимания, пока её новым президентом, на смену больному туберкулёзом Бреннану, не стал Томас О'Хиггинс, отец и брат которого были убиты боевиками ИРА. Сразу после своего избрания О’Хиггинс заявляет о создании отрядов добровольцев, необходимых для защиты сторонников договора — преимущественно членов партии Куман на Гейл — от действий ИРА и «коммунистов». Вскоре, 9 октября 1932 года, отряды проявили себя, когда на собрании Куман на Гейл в Килмаллоке, графство Лимерик, толпа из около трёхсот агрессивно настроенных человек двинулась на место собрания с целью сорвать его. Они прорвали полицейское оцепление, однако встретили сопротивление отряда ACA под командованием Неда Кронина. Началось сражение, в ходе которого использовались палки, клюшки для хёрлинга и камни. Были разбиты разбиты витрины магазинов, а участники митинга, члены ACA и сотрудники Гарды получили ранения. Инциденты, подобные случившемуся в Килмаллоке, пусть и уступали в масштабах, но проходили регулярно, что лишь поднимало напряжение в обществе.

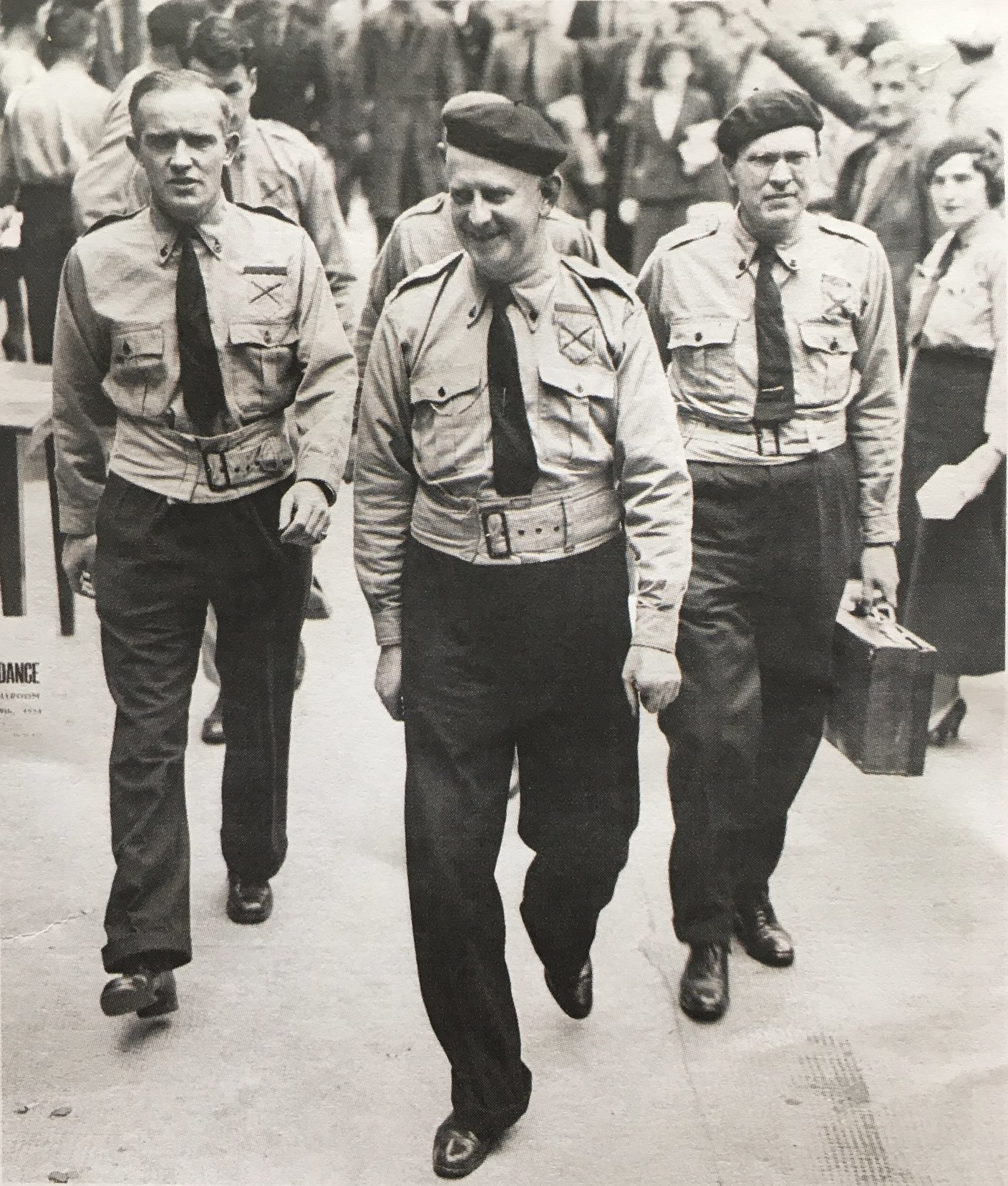
Нед Кронин (слева), Оуэн О'Даффи (по середине) и Эрнест Блайт (справа). 1934 год

Во время досрочных парламентских выборов 1933 года, инициированных Имоном де Валерой, ACA представляла себя как «защитников свободы слова», следя за отсутствием давления на избирательных пунктах. Однако, в период тех же выборов, они опровергли свою беспартийность, открыто поддержав Куман на Гейл.
К моменту завершения одиннадцатимесячного руководства Томаса О’Хиггинса, начавшегося в августе 1932 года, ACA заметно изменила свой характер: организация приняла униформу (синюю рубашку), значительно расширила численность и сблизилась с партией Куман на Гейл, несмотря на официальные заявления о внепартийности. Эти изменения происходили на фоне обострения политической обстановки, роста антикоммунистических настроений и общей нестабильности, при которой отдельные члены ACA начали выражать сомнения в действенности парламентской системы.

### Пик Синерубашечников. Руководство О’Даффи
В феврале 1933 года глава правительства Имон де Валера снял известного своей одиозностью Оуэна О’Даффи с поста комиссара Гарды, на котором тот пробыл 11 лет, с момента основания Ирландского Свободного государства. Ни одна из совместных с бывшим главой правительства Косгрейвом попыток оспорить это решение не увенчалась успехом, а газеты The Irish Times, Irish Independent и партия Куман на Гейл назвали решение де Валеры «антидемократическим».
Сам же О’Даффи происходил из бедной крестьянской семьи, рано потерял мать. Стал известен в националистических кругах благодаря участию в Гэльской атлетической ассоциации. Отличился на полях боя англо-ирландской войны, дослужившись до генерала уже в 1919 году. Был соратником Майкла Коллинза, членом ИРА, а также тайного Ирландского республиканского братства. В годы гражданской войны поддержал договор, служил генералом Национальной армии. В сентябре 1922 года был назначен руководителем новообразованной Гарды Шиханы, из-за чего покинул армию. И вот, спустя 11 лет, в 1933 году, он покинул свой пост.
После своей отставки О’Даффи стал получать приглашения от членов ACA стать их новым лидером, так как О’Хиггинс планировал в скором времени уйти со своего поста. Убеждённый сторонник про-договорной республики, строгого порядка и антикоммунизма, О’Даффи тяготел к руководству над организацией и был согласен стать их новым лидером. Так, уже 20 июля 1933 года на специальном заседании организации О’Хиггинс объявил о своей отставке и выдвинул своего преемника генерала О’Даффи. В тот же день организация сменила своё название на «Национальную гвардию», а спустя ещё два дня правительство Северной Ирландии запретило их деятельность на своей территории.

#### Марш на Дублин
В конце июля 1932 года О’Даффи всё чаще стал высказываться о проведении памятного парада перед зданием ирландского парламента на Лейнстер-лаун в Дублине. Мероприятие должно было быть приурочено к годовщине гибели Артура Гриффита, Майкла Коллинза и Кевина О’Хиггинса и должно было стать продолжением традиции, заложенной ещё при правительстве Уильяма Косгрейва. На фоне усиливающейся напряжённости в последние выходные июля — 29 и 30 числа — правительство инициировало отзыв лицензий на огнестрельное оружие у Патрика Макгиллигана, Эрнеста Блайта и Джозефа О’Салливана. Блайт, носивший государственный револьвер с 1927 года в целях самообороны после убийства Кевина О’Хиггинса, подчинился решению и сдал оружие. Противоположную позицию занял сам Оуэн О’Даффи, отказавшийся выполнять предписание, что лишь укрепило подозрения правительства в отношении его намерений. Он утверждал, что не станет сдавать своё оружие, так как опасается за свою жизнь:
Как человек, занимавший пост начальника полиции в течение последних одиннадцати лет, когда банки, предприятия и частные лица подвергались вооружённым нападениям и грабежам, и под чьим руководством преступники были арестованы и наказаны, я вряд ли могу рассматриваться полицией как человек, жизнь которого не подвергалась бы опасности нападения.
Оригинальный текст (англ.)The person in the position of Chief of police during the past eleven years, when banks, business houses and private individuals were held up by armed men and robbed, and under whose direction the criminals were arrested and punished, could hardly be regarded by the police as one whose life was not in danger of attack.

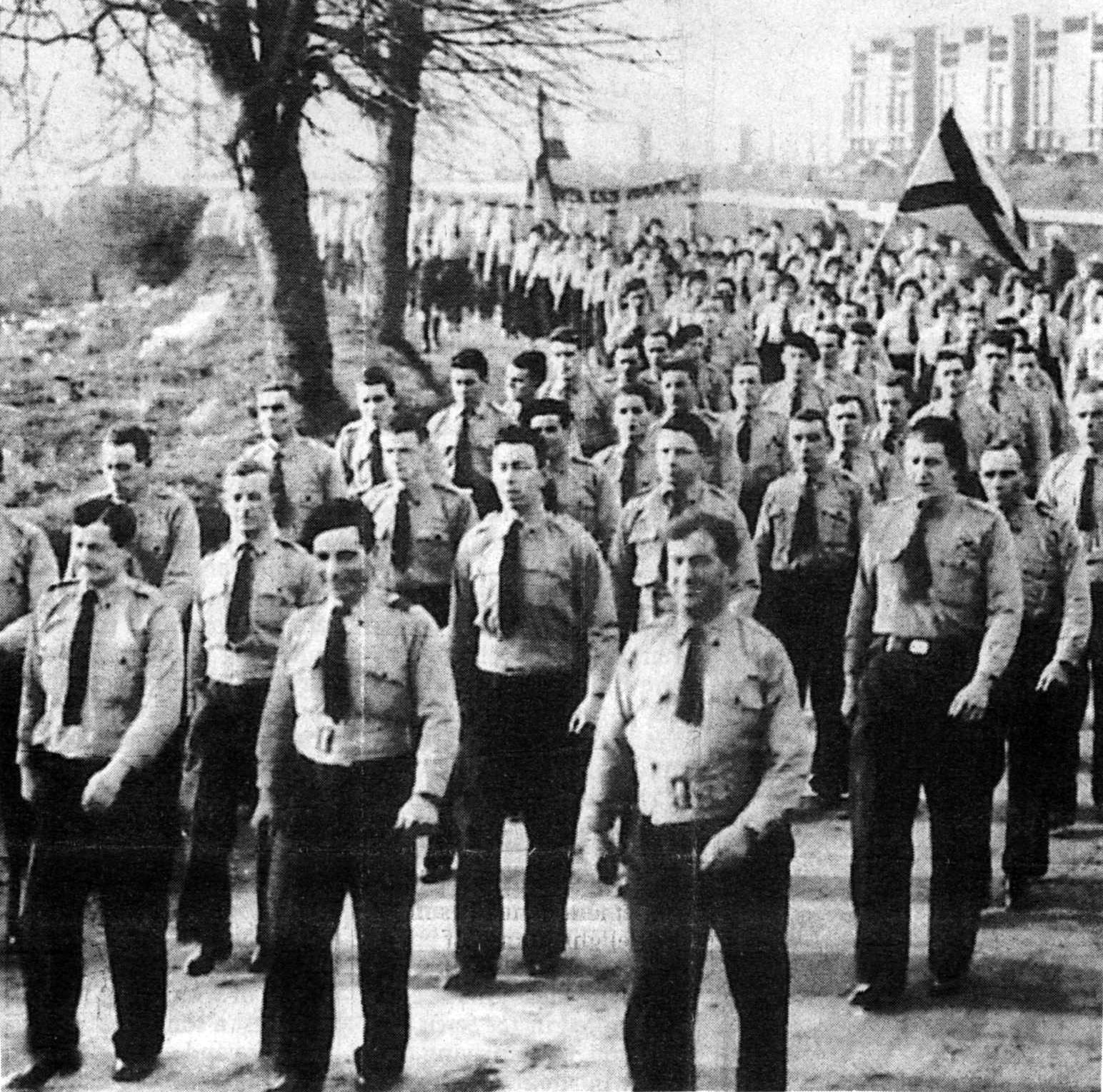
Синерубашечники на митинге. 1933 год

Тем не менее, сбор оружия не прекращался, и уже 2 августа Гарде удалось конфисковать два револьвера, принадлежавших О’Даффи. Обосновывая конфискацию оружия у членов Национальной гвардии министр юстиции Патрик Раттледж представил доклад о деятельности организации, составленный в сентябре 1932 года Оуэном О’Даффи, находившемся на тот момент на посту комиссара Гарды:
Нет сомнений в том, что значительное число бывших армейских офицеров владеют револьверами и даже винтовками, хранящимися тайком, как сувениры периода до договора. Кроме того, многие бывшие военнослужащие Национальной армии, уходя из армии в 1923—25 годах, прихватили с собой оружие.
Оригинальный текст (англ.)There is no doubt that a considerable number of ex-army officers are in possession of revolvers, and even rifles, held sur-reptitiously, as souvenirs of the pre-Truce period. Further, many ex-National Army men, when leaving the army in 1923-25 brought arms with them

В парламенте страны не утихали споры насчёт давления кабинета де Валеры на Синерубашечников и их лидера в частности. Де Валера обвинял О’Даффи в стремлении подорвать конституцию, установив, впоследствии, свою корпоративистскую диктатуру, а также в том, что его внешне милитаристские митинги создают угрозу очередной гражданской войны. Оппозиция отвечала Имону де Валере критикой за выборочность проводимой политики изъятия оружия, так как у ИРА, агрессивность политики которой практически не подвергалась сомнениям, массовых изъятий оружия не проводилось.
С приближением запланированной даты проведения памятного парада увеличивалось и напряжение властей. К 6 августа у правительственных зданий Дублина количество дежурящих сотрудников Гарды увеличилось до 300, а в их вооружении были тяжёлые револьверы. Вместе с этим усилилось давление на О’Даффи: 3 августа была принята поправка, предложенная правящей партией Фианна Файл, которая давала правительству право приостанавливать выплату его пенсии в любой момент.
Планы парада вызывали у наблюдателей ассоциации с маршем на Рим, организованным Муссолини в 1922 году. Подобная аналогия лишь закрепляла в правительстве идею, что Национальная гвардия стремится подорвать конституцию путём вооружённого восстания и последующего захвата власти.
Премьер-министр страны Имон де Валера расценил действия Национальной гвардии как прямой вызов действующему порядку в стране и ранним утром 12 августа 1933 года, сославшись на статью 2А ирландской конституции, выпустил прокламацию, запрещающую парад. Действие данной статьи было приостановлено Фианна Файл ещё в 1932 году, однако не было окончательно отменено, чем и воспользовался де Валера, запретив парад. В прокламации он обвинил Синерубашечников в их желании уничтожить действующий институт парламентской власти, а также готовности прибегнуть к насильственным методам в достижении этой цели. Прокламация также гласила о решении правительства вновь ввести статью 2А ирландской конституции.

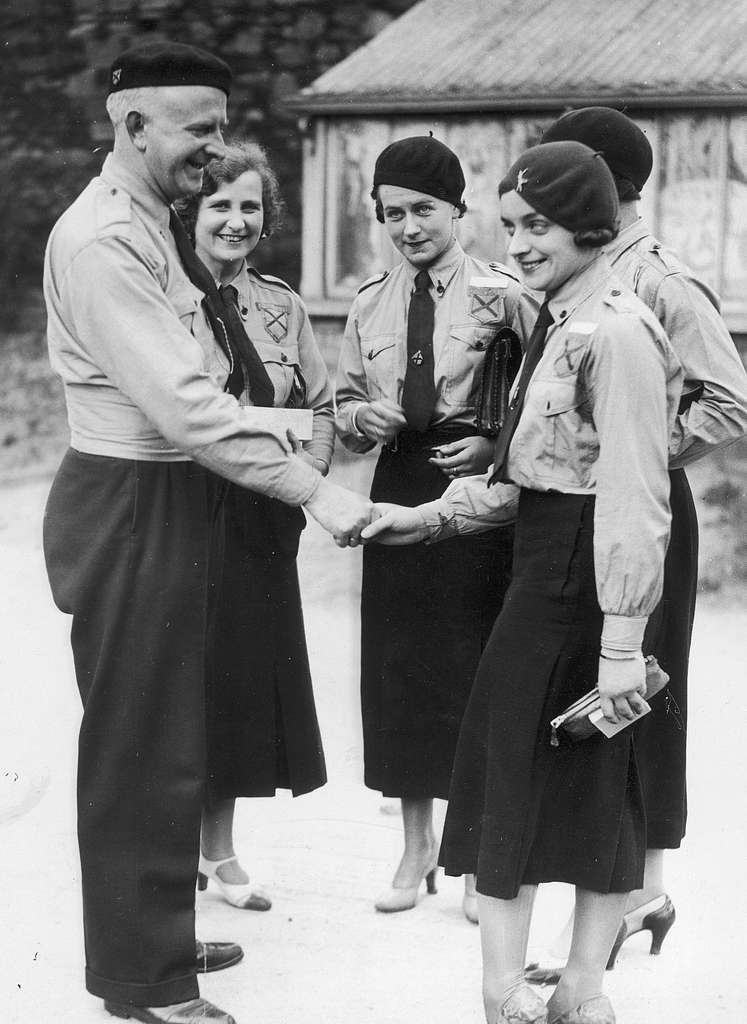
Оуэн О’Даффи с активистками своей организации. Июль 1933 года

О’Даффи, ранее утверждавший, что его организация действует и будет действовать исключительно в рамках закона, был вынужден отступить, в тот же день объявив об отмене парада. Несмотря на это, в запланированную дату проведения парада в Дублин была стянута полиция со всей страны. Были оцеплены прилегающие к правительственным зданиям улицы, по городу курсировали грузовики с вооружённой полицией и бронемашины. Однако опасения властей не сбылись и день прошёл без значимых происшествий.
Запрет на проведение единого шествия 12 августа побудил О’Даффи объявить о подготовке масштабных децентрализованных церковных мероприятий в каждом районе, назначенных на ближайшее воскресенье — 20 августа. Однако практически сразу инициатива была запрещена министром юстиции Патриком Раттледжем, заявившим, что в случае повторных попыток их проведения Национальная гвардия будет запрещена на законодательном уровне. Оуэн О’Даффи скептично отнёсся к высказываниям Раттледжа, никак публично не отреагировав на них. Запланированные парады благополучно прошли 20 августа во многих городах Ирландии. В этот же день глава страны Имон де Валера повторил слова своего министра юстиции, вновь пригрозив Синерубашечникам запретом.

#### Запрет организации
21 августа 1933 года, на следующий день после проведения запрещённых митингов, министр юстиции Патрик Раттледж заявил, что Национальная гвардия причастна к крупномасштабной контрабанде оружия. В тот же день состоялось заседание Исполнительного совета, на котором обсуждалась деятельность Синерубашечников. По итогам заседания, на основании полномочий, предусмотренных статьёй 2A Конституции страны (введённой 17-й поправкой 1931 года), было объявлено о запрете Национальной гвардии. Упомянутая статья предоставляла правительству право запрещать организации, признанные Исполнительным советом угрожающими общественному порядку.
В последующие дни генерал О’Даффи и Эрнест Блайт пытались провести несколько собраний Синерубашечников, однако каждый раз они разгонялись сотрудниками Гарды Шиханы.

### Образование Фине Гэл
Запрет Национальной гвардии вызвал у Фрэнка МакДермота, лидера Национальной центристской партия, обеспокоенность по поводу репрессивности кабинета де Валеры. К проводимым ещё с июня переговорам между Национальной центристской партии и Куман на Гейл об объединении была приглашена Национальная гвардия. В конечном итоге, уже 8 сентября была учреждена новая партия, получившая название «Партия объединённой Ирландии» или «Фине Гэл». Национальная гвардия была преобразована в ней в новую организацию под названием «Ассоциация молодой Ирландии», а лидером новообразованной Фине Гэл стал Оуэн О’Даффи.

## Структура и атрибуты организации
Желающие вступить в организацию должны были произнести присягу верности, подняв при этом правую руку в римском салюте. Текст присяги гласил следующее:

Клянусь, что как член Синерубашечников я буду служить своей стране наилучшим образом, что я буду работать под руководством Национального исполнительного комитета и подчиняться моим вышестоящим офицерам, и что я буду постоянно прилагать усилия словом и делом для увеличения силы и влияния организации, а также для поддержания её целостности и продвижения её целей. Я также обещаю, что пока я являюсь членом Синерубашечников, я не стану и не останусь членом какого-либо тайного общества.
Оригинальный текст (англ.)I do promise that as a member of the Blueshirt organisation I will serve my country to the best of my ability, that I will work under the direc-tion of the National Executive and obey my superior officers, and that I will constantly endeavour by word and act to increase the strength and influence of the organisation, and to maintain its integrity and promote its objects. I further promise that while I am a Blueshirt I will not become or remain a member of any secret Society whatsoever.

Обязательной униформой для активных членов ACA была синяя рубашка, по которым членов организации стали называть Синерубашеничками, а также чёрный берет. Ассоциативные члены (то есть члены, не участвующие в общих собраниях) не имели права носить униформу и обходились брелоком. Автором идеи синих рубашек был помощник О’Даффи журналист Эрнест Блайт, не скрывавший подражания идеям немецкого и итальянского фашизма. Помимо идеологических причин, синие рубашки также имели и практическое применение: в уличных столкновениях, в которых ACA часто участвовала, они помогали различать своих.
При организации функционировала одноимённая газета «Blueshirts», первый номер которой вышел 5 августа 1933 года, а последний — 15 июня 1935.